# Apparatus musico-organisticus
Apparatus musico-organisticus est le titre d'un recueil de pièces pour orgue composées par Georg Muffat et publié en 1690.

## Description
Malgré une longue carrière d'organiste à Salzbourg puis à Passau, ce recueil est le seul dédié à l'orgue qu'il a publié, et par ailleurs également le seul de pièces pour instrument à clavier ; on ne conserve en effet de Muffat, à part celles-ci, que quelques pièces pour le clavecin, partitas essentiellement.
L'ouvrage, édité l'année même où Muffat quitte Salzbourg pour s'installer définitivement à Passau, est dédié à l'Empereur Léopold Ier à l'occasion du couronnement de son fils (le futur Joseph Ier) comme Roi de Rome. Le recueil commence donc par la dédicace - en latin - à l'Empereur, suivi d'une adresse, également en latin, au lecteur bienveillant (Ad benevolum lectorem) dans laquelle le compositeur se réfère explicitement à la tradition de Frescobaldi et à sa dette envers les plus grands organistes d'Allemagne, d'Italie et de France. C'est, en son temps, le recueil pour instruments à clavier le plus significatif d'Allemagne méridionale, les pièces qui le composent présentant le pendant catholique digne des préludes contemporains de Buxtehude. Muffat, héritier des traditions française et italienne (il a étudié à Paris avec Lully et à Rome avec Pasquini et Corelli) y mêle, de façon revendiquée, les styles italien et français.
Les pièces sont au nombre de quinze, soit douze toccatas, une chaconne, une passacaille et un air varié :
1. Toccata prima (ré mineur)
2. Toccata secunda (sol mineur)
3. Toccata tertia (la mineur)
4. Toccata quarta (mi mineur)
5. Toccata quinta (do majeur)
6. Toccata sexta (fa majeur)
7. Toccata septima (do majeur)
8. Toccata octava (sol majeur)
9. Toccata nona (mi mineur)
10. Toccata decima (ré majeur)
11. Toccata undecima (do mineur)
12. Toccata duodecima et ultima (fa majeur)
13. Ciacona
14. Passacaglia
15. Nova Cyclopeia Harmonica

Les douze toccatas du recueil sont extravagantes, divisées en plusieurs sections contrastées, mais parfaitement unifiées. La pédale est obligée, mais la partie est simple, constituée de petites notes qui de temps en temps, doivent doubler ou remplir la ligne de basse exécutée par la main gauche.
Les trois dernières pièces peuvent être interprétées au clavecin.

## Discographie
- Apparatus musico-organisticus (Les douze toccatas) - René Saorgin, Orgue Charles Boisselin de Malaucène (1989, Harmonia Mundi) (OCLC 181847225)
- Apparatus musico-organisticus (Les trois autres pièces, avec 6 sonates de Schmelzer) - Olivier Leguay, Orgue Xavier Silbermann de Saint-Jean de Moirans (2002, SCAM/BNL)